# Michi Gotō
Michi Gotō (jap. 後藤 三知, Gotō Michi; * 27. Juli 1990 in Suzuka) ist eine japanische Fußballspielerin.

## Karriere

### Verein
Sie begann ihre Karriere bei Urawa Reds Ladies, wo sie von 2009 bis 2016 spielte. Sie trug 2009 und 2014 zum Gewinn der Nihon Joshi Soccer League bei. 2017 folgte dann der Wechsel zu Real Sociedad.

### Nationalmannschaft
Gotō absolvierte ihr erstes Länderspiel für die japanischen Nationalmannschaft am 7. März 2008 gegen Kanada. Sie wurde in den Kader der Asienmeisterschaft der Frauen 2014 berufen. Insgesamt bestritt sie sieben Länderspiele für Japan.

## Errungene Titel

### Mit der Nationalmannschaft
- Asienmeisterschaft: 2014

### Mit Vereinen
- Nihon Joshi Soccer League: 2009, 2014

### Persönliche Auszeichnungen
- Nihon Joshi Soccer League Bester Spieler: 2014